# Санта-Мария-дель-Дивино-Аморе-а-Кастель-ди-Лева (титулярная диакония)
Титулярная диакония Санта-Мария-дель-Дивино-Аморе-а-Кастель-ди-Лева (лат. Diaconia Beatæ Mariæ Virginis Divini Amoris ad Castrum Leonis) — титулярная церковь была создана Папой Франциском 28 ноября 2020 года. Титулярная диакония принадлежит церкви Санта-Мария-дель-Дивино-Аморе-а-Кастель-ди-Лева, расположенной в двадцать третьей зоне Рима Кастель-ди-Лева, в Агро Романо.
Святилище Мадонны дель Дивино-Аморе, которому принадлежит титул, представляет собой священное здание в Риме, состоящее из двух церквей: старой 1745 года и новой 1999 года. Это место паломничества, дорогое для римлян: летом каждую субботу совершается ночное пешее паломничество из Рима в святилище. Святилище является резиденцией прихода Санта-Мария-дель-Дивино-Аморе-а-Кастель-ди-Лева, воздвигнутой на основании апостольского письма Папы Пия X «Quamdiu per agri romani » от 24 мая 1912 года и по указу кардинала-викария Франческо Маркетти Сельваджани «Cum Summus Pontifex» от 1 декабря 1932 года.

## Список кардиналов-дьяконов титулярной диаконии Санта-Мария-дель-Дивино-Аморе-а-Кастель-ди-Лева
- Энрико Ферочи — (28 ноября 2020 — по настоящее время).